# Hraniční přechod Arava
Hraniční přechod Arava (hebrejsky: מעבר-גבול ערבה, Ma'avar Gvul Arava, arabsky:تقاطع وادي عربة) je hraniční přechod mezi Izraelem a Jordánskem určený pro silniční přepravu.
Nachází se v nadmořské výšce cca 15 metrů cca 3 kilometry severovýchodně od Ejlatu, 5 kilometrů severozápadně od Akaby. Na dopravní síť je na izraelské straně napojen lokální silnicí 109, která západně od přechodu ústí do dálnice číslo 90. Na jordánské straně k přechodu odbočuje z dálnice číslo 65 lokální komunikace.

## Dějiny

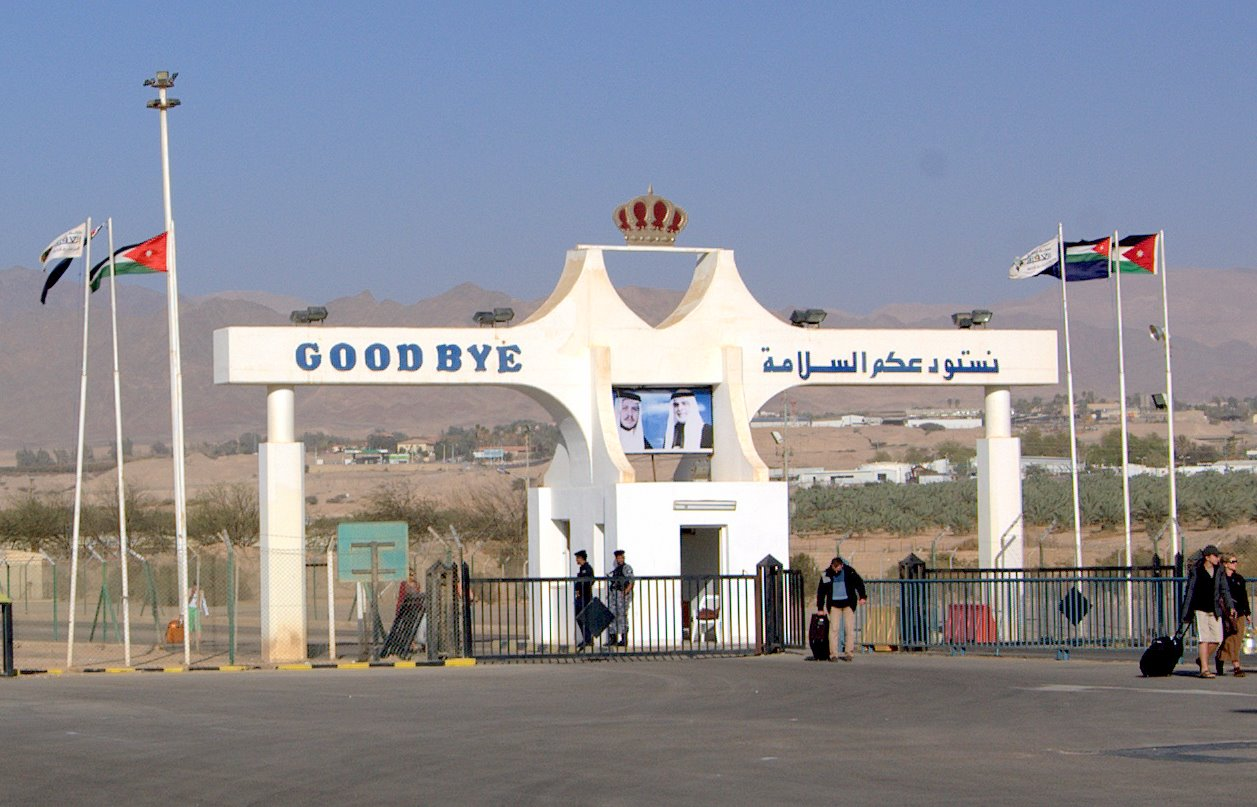
Hraniční přechod z jordánské strany

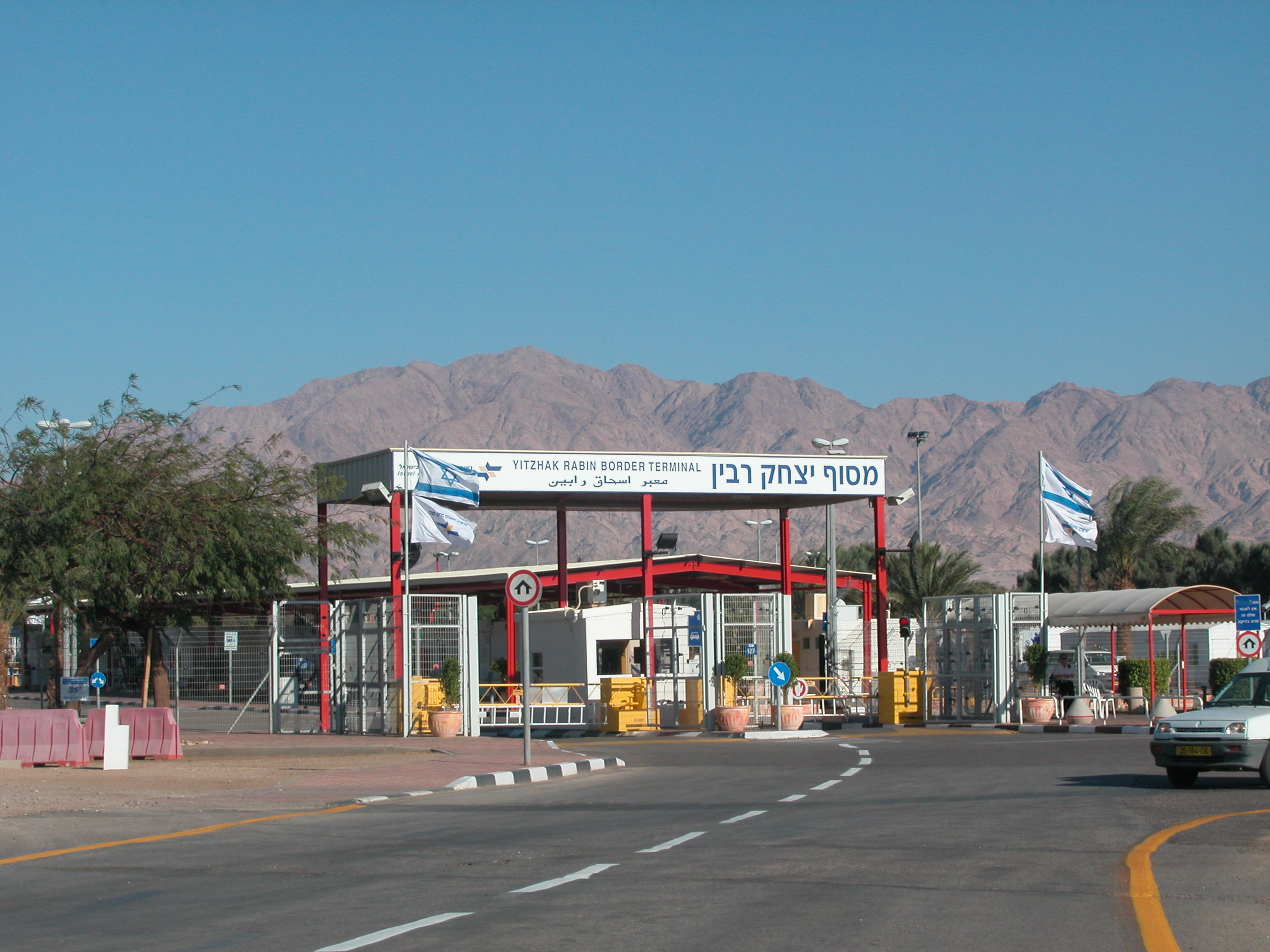
Hraniční přechod z izraelské strany

Hraniční přechod Arava byl otevřen 8. srpna 1994 v souvislosti s podpisem mírové smlouvy mezi Izraelem a Jordánskem[ujasnit] jako první spojení mezi oběma státy. V září 1995 byla slavnostně otevřena nová budova pohraničního terminálu, která nahradila dosavadní provizorní objekty. V červnu 1996 proběhlo otevření terminálu i pro nákladní silniční přepravu. V roce 2002 byl přechod přejmenován na izraelské straně na Terminál Jicchaka Rabina, podle zavražděného izraelského premiéra Jicchaka Rabina.

## Statistika
Přechod vykazuje trvale rostoucí počet odbavených osob i vozů. Počet odbavených nákladních vozů stagnuje. Přechod je využíván zejména turistickými skupinami pro zájezdy z Izraele do skalního města Petra. Přechod je otevřen sedm dní v týdnu ovšem pouze v denních hodinách. Uzavřen je na židovský svátek Jom kipur a na muslimský Nový rok.
| Rok   | 2002   | 2003   | 2004    | 2005    | 2006    | 2007    | 2008    |
| ----- | ------ | ------ | ------- | ------- | ------- | ------- | ------- |
| Počet | 78 546 | 87 833 | 139 572 | 212 534 | 205 422 | 313 771 | 439 356 |

| Rok   | 2002  | 2003  | 2004  | 2005  | 2006  | 2007  | 2008  |
| ----- | ----- | ----- | ----- | ----- | ----- | ----- | ----- |
| Počet | 1 785 | 2 467 | 2 935 | 4 240 | 3 459 | 5 617 | 7 016 |

| Rok   | 2002  | 2003  | 2004  | 2005 | 2006 | 2007  | 2008  |
| ----- | ----- | ----- | ----- | ---- | ---- | ----- | ----- |
| Počet | 2 420 | 2 335 | 2 966 | 972  | 891  | 2 123 | 2 039 |